# Lijst van rijksmonumenten in Leersum
De plaats Leersum telt 64 inschrijvingen in het rijksmonumentenregister. Hieronder een overzicht.
| Object | Oorspronkelijke functie?  | Bouwjaar                                                              | Architect        | Locatie                               | Coördinaten?                  | Nr.?   | Afbeelding                                                                      |
| --- | ------------------------- | --------------------------------------------------------------------- | ---------------- | ------------------------------------- | ----------------------------- | ------ | ------------------------------------------------------------------------------- |
| Boerderij, groot dwarshuis met pannen gedekt, eindigend in topvensters | Boerderij                 | 18e eeuw                                                              |                  | Boerenbuurt 1                         | 52° 0' 26" NB, 5° 26' 14" OL  | 24064  | Meer afbeeldingen                                                               |
| Boerderij, dwarshuis met uitgebouwd kookhuis en oven, pannen/rietendak, schaapskooi | Boerderij                 | 18e eeuw                                                              |                  | Boerenbuurt 3                         | 52° 0' 27" NB, 5° 26' 7" OL   | 24065  | Meer afbeeldingen                                                               |
| Boerderij "Gerretjeshoeve" dwarshuis met aan een zijde topgevel. Kleine roeden schuiframen | Boerderij                 |                                                                       |                  | Boerenbuurt 32                        | 52° 0' 28" NB, 5° 26' 4" OL   | 24066  | Meer afbeeldingen                                                               |
| Boerderij, langhuis met aangebouwde vleugel | Boerderij                 |                                                                       |                  | Bovenhaarweg 12                       | 52° 2' 4" NB, 5° 27' 50" OL   | 24067  | Meer afbeeldingen                                                               |
| Versewijk, langgerekt laag gebouw met boogramen | Boerderij                 | eerste helft 19e eeuw                                                 |                  | Bremweg 10                            | 52° 0' 55" NB, 5° 23' 57" OL  | 24069  | Meer afbeeldingen                                                               |
| Mausoleum, voor Van Nellestein, door J.D.Zocher gebouwd, welke tevens tot uitzichttoren dienstdoet op de Donderberg.                                                                                     | Begraafplaats en -onderdl | 1818/19                                                               | Jan David Zocher | Burgemeester van den Boschlaan bij 63 | 52° 1' 5" NB, 5° 25' 17" OL   | 24071  | Meer afbeeldingen                                                               |
| Zgn. "Kapel", het oude rechthuis van Darthuizen | Woonhuis                  |                                                                       |                  | Darthuizerweg 3                       | 52° 0' 37" NB, 5° 23' 49" OL  | 24072  | Zgn. "Kapel", het oude rechthuis van Darthuizen                                 |
| Boerderij, langhuis, schaapskooi | Boerderij                 | 18e eeuw                                                              |                  | Darthuizerweg 12                      | 52° 0' 37" NB, 5° 23' 45" OL  | 24073  | Meer afbeeldingen                                                               |
| Proefboerderij "Schevinckhoven" bij Broekhuizen, dwarshuis met pannen/ rietendak, hoog dwarshuis en schaapskooi                                                                                          | Boerderij                 |                                                                       |                  | Middelweg 85                          | 52° 0' 39" NB, 5° 24' 30" OL  | 24074  | Meer afbeeldingen                                                               |
| Boerderij met opschrift "Het Roekenes 1819", hoog dwarshuis, deels van oudere datum | Boerderij                 | 1819 (opschrift)                                                      |                  | Roekenes 1                            | 52° 0' 31" NB, 5° 26' 2" OL   | 24075  | Meer afbeeldingen                                                               |
| Boerderij, dwarshuis, met opengewerkte daklijst | Boerderij                 | 19e eeuw                                                              |                  | Roekenes 5                            | 52° 0' 32" NB, 5° 25' 57" OL  | 24076  | Meer afbeeldingen                                                               |
| Michaëlskerk | Kerk en kerkonderdeel     | eind 13e eeuw/begin 14e eeuw                                          |                  | Rijksstraatweg 78                     | 52° 0' 38" NB, 5° 25' 59" OL  | 24078  | Meer afbeeldingen                                                               |
| Herberg "King William", gevel onder rechte kroonlijst, twee achter elkaar gelegen zadeldaken eindigend in topgevels. Gemetselde poortomlijsting. Uithangbord "King William". Fraai naast de kerk gelegen | Horeca                    | eind 17e eeuw                                                         |                  | Rijksstraatweg 80                     | 52° 0' 39" NB, 5° 25' 58" OL  | 24079  | Meer afbeeldingen                                                               |
| Lage woning met rechte kroonlijst, zadeldak | Woonhuis                  |                                                                       |                  | Rijksstraatweg 125                    | 52° 0' 37" NB, 5° 25' 59" OL  | 24080  | Lage woning met rechte kroonlijst, zadeldak                                     |
| Lage woning met rechte kroonlijst; zadeldak | Woonhuis                  |                                                                       |                  | Rijksstraatweg 127                    | 52° 0' 37" NB, 5° 25' 58" OL  | 24081  | Meer afbeeldingen                                                               |
| Woning met topgevel, naar de weg toegekeerd | Boerderij                 |                                                                       |                  | Rijksstraatweg 129                    | 52° 0' 38" NB, 5° 25' 58" OL  | 24082  | Meer afbeeldingen                                                               |
| Witgesausde bakstenen duiventoren, op vierkante plattegrond met pannen zadeldak | Tuin, park en plantsoen   | 16e eeuw                                                              |                  | Middelweg 85                          | 52° 0' 38" NB, 5° 24' 24" OL  | 24084  | Witgesausde bakstenen duiventoren, op vierkante plattegrond met pannen zadeldak |
| Terrein waarin drie grafheuvels | Archeologisch monument    | Neolithicum en/of Bronstijd                                           |                  |                                       | 52° 1' 50" NB, 5° 23' 30" OL  | 352972 | Upload foto                                                                     |
| Zuylestein: tuin | Tuin, park en plantsoen   | 18e eeuw                                                              |                  | Rijksstraatweg 9A                     | 52° 0' 15" NB, 5° 26' 37" OL  | 455482 | Meer afbeeldingen                                                               |
| Zuylestein: poortgebouw | Bijgebouwen kastelen enz. | ca. 1635                                                              |                  | Rijksstraatweg 7                      | 52° 0' 2" NB, 5° 26' 32" OL   | 455483 | Meer afbeeldingen                                                               |
| Zuylestein: muren, zitnissen, hekken, tuinen en dergelijke | Gebouw                    | eind 17e eeuw                                                         |                  | Rijksstraatweg bij 9A                 | 52° 0' 3" NB, 5° 26' 31" OL   | 455484 | Zuylestein: muren, zitnissen, hekken, tuinen en dergelijke                      |
| Zuylestein: oranjerie | Gebouw                    | laat 17e eeuw                                                         |                  | Rijksstraatweg bij 9A                 | 52° 0' 6" NB, 5° 26' 30" OL   | 455485 | Meer afbeeldingen                                                               |
| Zuylestein: loden vaas (noordelijk) | Gebouw                    | eind 17e eeuw                                                         |                  | Rijksstraatweg bij 9A                 | 52° 0' 7" NB, 5° 26' 37" OL   | 455486 | Zuylestein: loden vaas (noordelijk)                                             |
| Zuylestein: loden vaas (zuidelijk) | Gebouw                    | eind 17e eeuw                                                         |                  | Rijksstraatweg bij 9A                 | 52° 0' 7" NB, 5° 26' 37" OL   | 455487 | Zuylestein: loden vaas (zuidelijk)                                              |
| Zuylestein: twee vazen en twee wapenleeuwen | Gebouw                    | eind 17e eeuw                                                         |                  | Rijksstraatweg bij 9A                 | 52° 0' 7" NB, 5° 26' 37" OL   | 455488 | Zuylestein: twee vazen en twee wapenleeuwen                                     |
| Zuylestein: hardstenen console | Gebouw                    | ca. 1700                                                              |                  | Rijksstraatweg bij 7                  | 52° 0' 3" NB, 5° 26' 30" OL   | 455489 | Zuylestein: hardstenen console                                                  |
| Zuylestein: zinken vaas | Gebouw                    | 18e eeuw                                                              |                  | Rijksstraatweg bij 7                  | 52° 0' 7" NB, 5° 26' 37" OL   | 455490 | Zuylestein: zinken vaas                                                         |
| Zuylestein: inrijhek | Gebouw                    | eind 18e eeuw                                                         |                  | Rijksstraatweg bij 3                  | 52° 0' 10" NB, 5° 26' 48" OL  | 455491 | Meer afbeeldingen                                                               |
| Zuylestein: Portierswoning | Dienstwoning              |                                                                       | P.J. Cuypers     | Rijksstraatweg 3                      | 52° 0' 9" NB, 5° 26' 48" OL   | 455492 | Meer afbeeldingen                                                               |
| Zuylestein: Schaapskooi zeer fraai exemplaar | Boerderij                 |                                                                       |                  | Achterweg 6 bij Rijksstraatweg 3      | 52° 0' 13" NB, 5° 26' 29" OL  | 24083  | Meer afbeeldingen                                                               |
| Zuylestein: dienstwoning | Dienstwoning              | 17e eeuw                                                              | P.J. Cuypers     | Rijksstraatweg 5                      | 51° 59' 59" NB, 5° 26' 34" OL | 455493 | Zuylestein: dienstwoning                                                        |
| Zuylestein: schuur | Gebouw                    | 19e eeuw of eerder                                                    |                  | Rijksstraatweg bij 5                  | 51° 59' 59" NB, 5° 26' 33" OL | 455494 | Zuylestein: schuur                                                              |
| Zuylestein: houten landbouwschuur | Bijgebouwen kastelen enz. | ca. 1850                                                              |                  | Rijksstraatweg bij 9A                 | 51° 59' 57" NB, 5° 26' 3" OL  | 455495 | Upload foto                                                                     |
| Terrein waarin twee grafheuvels | Archeologisch monument    | Neolithicum en/of Bronstijd                                           |                  |                                       | 52° 1' 37" NB, 5° 25' 16" OL  | 45577  | Upload foto                                                                     |
| Terrein waarin sporen van prehistorische en vroeg-middeleeuwse bewoning | Archeologisch monument    | Neolithicum (plm. 1200 v. Chr.) en de Merovingische tijd (6e-7e eeuw) |                  |                                       | 52° 0' 15" NB, 5° 26' 20" OL  | 45578  | Upload foto                                                                     |
| Terrein waarin 10 grafheuvels | Archeologisch monument    | Neolithicum en/of Bronstijd                                           |                  |                                       | 52° 1' 4" NB, 5° 26' 58" OL   | 45579  | Upload foto                                                                     |
| Terrein waarin overblijfselen van een nederzetting | Archeologisch monument    | IJzertijd                                                             |                  |                                       | 52° 0' 60" NB, 5° 26' 7" OL   | 45581  | Upload foto                                                                     |
| Terrein waarin een grafheuvel | Archeologisch monument    | Neolithicum en/of Bronstijd                                           |                  |                                       | 52° 1' 4" NB, 5° 25' 10" OL   | 45582  | Upload foto                                                                     |
| Theekoepel op de Darthuizerberg | Tuin, park en plantsoen   | 1850-1900                                                             |                  | Dartheideweg bij 1                    | 52° 1' 32" NB, 5° 24' 25" OL  | 511048 | Theekoepel op de Darthuizerberg                                                 |
| Tuinkoepel | Tuin, park en plantsoen   | 1904                                                                  |                  | Lomboklaan 35                         | 52° 1' 2" NB, 5° 25' 32" OL   | 511049 | Meer afbeeldingen                                                               |
| Uitkijktoren Uilentoren | Straatmeubilair           | 1904                                                                  |                  | Lomboklaan (eind)                     | 52° 1' 6" NB, 5° 25' 43" OL   | 511050 | Meer afbeeldingen                                                               |
| Villa | Woonhuis                  | 1933                                                                  |                  | Peisenlaan 12                         | 52° 0' 60" NB, 5° 26' 6" OL   | 511051 | Upload foto                                                                     |
| Darthuizen | Kasteel, buitenplaats     | 1918                                                                  | J. Stuivinga     | Darthuizerweg 4                       | 52° 1' 9" NB, 5° 23' 8" OL    | 520804 | Darthuizen                                                                      |
| Historische tuin- en parkaanleg behorende tot de historische buitenplaats Darthuizen | Tuin, park en plantsoen   | 1917                                                                  |                  | Darthuizerweg bij 4                   | 52° 1' 17" NB, 5° 23' 12" OL  | 520807 | Upload foto                                                                     |
| Schuur behorende tot de historische buitenplaats Darthuizen | Bijgebouwen kastelen enz. | laat 18 of 19e eeuw                                                   |                  | Darthuizerweg 2                       | 52° 1' 9" NB, 5° 23' 8" OL    | 520808 | Upload foto                                                                     |
| Broekhuizen: Hoofdgebouw | Kasteel, buitenplaats     | 1794-1810                                                             |                  | Broekhuizerlaan 2                     | 52° 0' 29" NB, 5° 24' 5" OL   | 522863 | Meer afbeeldingen                                                               |
| Broekhuizen: Park | Tuin, park en plantsoen   | 1790-1830                                                             |                  | Broekhuizerlaan bij 2                 | 52° 0' 34" NB, 5° 24' 4" OL   | 522864 | Broekhuizen: Park                                                               |
| Broekhuizen: twee tuinbeelden | Tuin, park en plantsoen   | 1800                                                                  |                  | Broekhuizerlaan bij 2                 | 52° 0' 28" NB, 5° 24' 4" OL   | 522865 | Broekhuizen: twee tuinbeelden                                                   |
| Broekhuizen: oranjerie met tuinbeelden | Tuin, park en plantsoen   | 1800                                                                  |                  | Broekhuizerlaan bij 2                 | 52° 0' 32" NB, 5° 24' 1" OL   | 522866 | Meer afbeeldingen                                                               |
| Broekhuizen: tuinmuur | Tuin, park en plantsoen   | 18e eeuw                                                              |                  | Broekhuizerlaan bij 2                 | 52° 0' 28" NB, 5° 24' 4" OL   | 522867 | Broekhuizen: tuinmuur                                                           |
| Broekhuizen: koetshuis | Bijgebouwen kastelen enz. | 1897                                                                  |                  | Broekhuizerlaan 1                     | 52° 0' 32" NB, 5° 24' 1" OL   | 522868 | Broekhuizen: koetshuis                                                          |
| Broekhuizen: brug | Tuin, park en plantsoen   | 19e eeuw                                                              |                  | Broekhuizerlaan bij 2                 | 52° 0' 28" NB, 5° 24' 4" OL   | 522869 | Broekhuizen: brug                                                               |
| Broekhuizen: inrijhek | Tuin, park en plantsoen   | 1800                                                                  |                  | Broekhuizerlaan bij 2                 | 52° 0' 59" NB, 5° 24' 51" OL  | 522870 | Broekhuizen: inrijhek                                                           |
| Boerderij Middelweg | Bijgebouwen kastelen enz. | 1775                                                                  |                  | Bremweg 2                             | 52° 0' 46" NB, 5° 24' 26" OL  | 522871 | Meer afbeeldingen                                                               |
| Broekhuizen: restanten zwembad | Tuin, park en plantsoen   | ca. 1925                                                              |                  | Broekhuizerlaan bij 2                 | 52° 0' 25" NB, 5° 24' 8" OL   | 522872 | Broekhuizen: restanten zwembad                                                  |
| Tombe van Nellesteyn op de Donderberg | Tuin, park en plantsoen   | 1818                                                                  |                  | Burgemeester van den Boschlaan bij 63 | 52° 1' 5" NB, 5° 25' 17" OL   | 527922 | Tombe van Nellesteyn op de Donderberg                                           |
| Huis Dartheide | Bijgebouwen kastelen enz. | 1817                                                                  |                  | Rijksstraatweg 321                    | 52° 1' 1" NB, 5° 24' 48" OL   | 527923 | Meer afbeeldingen                                                               |
| Broekhuizen: voormalig Rechthuis of 'De Kapel' | Bijgebouwen kastelen enz. | 16e eeuw (voor) 1835 (achter)                                         |                  | Darthuizerweg 3                       | 52° 0' 38" NB, 5° 23' 49" OL  | 527924 | Meer afbeeldingen                                                               |
| Broekhuizen: boerderij "Schevinchoven" met schaapskooi, hooiberg en duiventoren | Bijgebouwen kastelen enz. | late middeleeuwen en later                                            |                  | Middelweg 85                          | 52° 0' 38" NB, 5° 24' 29" OL  | 527925 | Meer afbeeldingen                                                               |
| Broekhuizen: boerderij bij Oranjerie | Bijgebouwen kastelen enz. | 17e eeuw                                                              |                  | Broekhuizerlaan bij 2                 | 52° 0' 32" NB, 5° 24' 1" OL   | 527926 | Broekhuizen: boerderij bij Oranjerie                                            |
| Grebbeliniedijk Leersum | Open verdedigingswerk     | 1745-1746                                                             |                  | Groep                                 | 52° 2' 58" NB, 5° 29' 4" OL   | 528626 | Grebbeliniedijk Leersum                                                         |
| Damsluis in het Valleikanaal onder spoorbrug Utrecht-Arnhem te Leersum | Waterkering en -doorlaat  | 1843                                                                  |                  | Groep                                 | 52° 3' 5" NB, 5° 29' 4" OL    | 528627 | Damsluis in het Valleikanaal onder spoorbrug Utrecht-Arnhem te Leersum          |
| De Schele Duiker bij de bocht in liniedijk ten zuiden van spoorbrug te Leersum | Waterkering en -doorlaat  | 1865                                                                  |                  | Groep                                 | 52° 2' 57" NB, 5° 29' 6" OL   | 528628 | Upload foto                                                                     |
| Kazemat GL114 | Kazemat                   | 1939-1940                                                             |                  | Groep                                 | 52° 3' 21" NB, 5° 29' 1" OL   | 528629 | Kazemat GL114                                                                   |